# That’s Not Me
A That's Not Me a The Beach Boys együttes 1966-os dala, a Pet Sounds nagylemez harmadik száma, a zeneszerző és a producer Brian Wilson, a dalszöveget Tony Asher szerezte. A szólóvokált Wilson és Mike Love énekli.
Brian 1996-ban a Pet Sounds Sessions box set-hez mellékelt kísérőfüzethez adott interjújában a következőket mondta a dalról: "Mike csúcsformában énekel ebben a számban. Érdemes odafigyelni a 12 húros gitárra az I'm a little bit scared 'cause I haven't been home in a long time sor után."
A "That's Not Me" hangszerelése talán a legegyszerűbb az albumon, nem véletlen, hogy ez az egyetlen szám, amelyben a Beach Boys tagjai játszanak (a Wilson által említett 12 húros gitár rájátszására egy későbbi ülésen került sor, néhány egyéb hangszerével együtt, melyeket már stúdiózenészek szólaltattak meg).

## Részletek
- Szerzők: Brian Wilson/Tony Asher
- Album: Pet Sounds
- Hossz: 2:27
- Producer Brian Wilson
- Instrumentális felvételek: 1966. február 15., február–március, Western Recorders, Hollywood, Kalifornia. Hangmérnök: Chuck Britz.
- Vokálfelvételek: 1966 február–március, Western Recorders, Hollywood, Kalifornia. Hangmérnök: Chuck Britz.

### Zenészek
- Mike Love: szólóvokál
- Brian Wilson: szólóvokál, orgona
- Dennis Wilson: dob
- Carl Wilson: gitár
- Terry Melcher: csörgődob
- Lyle Ritz: basszusgitár
- Carol Kaye: basszusgitár
- Glen Campbell: 12 húros gitár
- Frank Capp: ütősök

## Külső hivatkozások
- A Beach Boys tagjai beszélnek a "That's Not Me"-ről (részlet a 2006-os Pet Sounds Podcast Series-ből)[halott link]